# 雙輪
雙輪（1991年9月17日—），本名阮長生，是一名越南著名的男演員、模特兒及歌手。

## 影視作品

### 電影
| 年份 | 片名                                               | 角色             | 備註   | 导演 | 合作演员 |
| 2017 | 《婆婆》 （Mẹ chồng）                              | 三謙（Ba Khiêm） | 男配角 |      |          |
| 2018 | 《翻臉3：三個貧男》 （Lật mặt 3: Ba chàng khuyết） | 阿心（Tâm）      | 男主角 |      |          |
| 2018 | 《继承小姐》 （Quý cô thừa kế）                    | 越英（Việt Anh） | 男主角 |      |          |

### 電視劇
| 年份 | 片名                                    | 角色             | 備註   | 导演 | 合作演员 |
| 2018 | 《太阳的后裔》 （Hậu duệ mặt trời）     | 維堅（Duy Kiên） | 男主角 |      |          |
| 2020 | 《有儿有女》第二部 （Gạo nếp gạo tẻ 2） | 金山（Kim Sơn）  | 男主角 |      |          |
| 2021 | 《苹果树花开》 （Cây táo nở hoa）       | 阿懙（Dư）       | 男主角 |      |          |